# Artocarpus integer
Espèce
Artocarpus integer, ou le Chempédak, est une espèce de plantes à fleurs de la famille des Moraceae. C'est un arbre dont le fruit est comestible et porte en Indonésie le nom de cempedak, nom malais repris apparemment dans toutes les langues.
Cet arbre est originaire d'Asie tropicale : Thaïlande, Brunei, Indonésie et Malaisie et Singapour.

## Description
Le Chempédak est un arbre atteignant 20 m de haut, au tronc robuste et à la couronne elliptique.
Les feuilles alternes, simples et elliptiques mesurent de 5 à 25 cm sur 2,5 à 12 cm.
Les fruits sont des infrutescences elliptiques, de 25 à 35 cm sur 10 à 15 cm, vertes, jaunâtres à maturité. Le goût du fruit ressemble à celui du jacquier et à celui de l'arbre à pain, avec une pointe de Durian. Sa chair comestible se trouve autour des graines et est très sucrée. Les graines mesurent jusqu'à 3 cm.

## Fructification et récolte
Les arbres issus de semis commencent à fructifier vers 3 à 6 ans et entre 2 et 4 ans pour les arbres greffés. Les fleurs sont courantes de février à avril, puis d'août à octobre dans le sud de la Malaisie, contrairement à l'ouest de Java, où le cempedak a tendance à fleurir en juillet et août.  De la floraison à la maturation des fruits, il faut environ 2 à 4 mois.
Le moment de la récolte est essentiel pour garantir la qualité des fruits.  L’un des moyens les plus fiables de déterminer la maturité du cempedak est de taper sur le fruit et d’entendre un son sourd et creux. La couleur de la peau peut également être un indicateur de maturité, car les peaux mûres passent du vert à une couleur plus jaune. Le développement d'une odeur caractéristique similaire à celle du durian peut également marquer la maturité du fruit, en plus des épines de la peau des fruits qui s'aplatissent. Les fruits sont idéalement récoltés avant de tomber pour éviter les dommages, la perte de durée de conservation et la maturation prématurée. Le fruit récolté produit un exsudat de latex et est laissé égoutter dans le champ avant d'être retiré du verger. Le fruit a une courte durée de conservation de 2 à 3 jours.

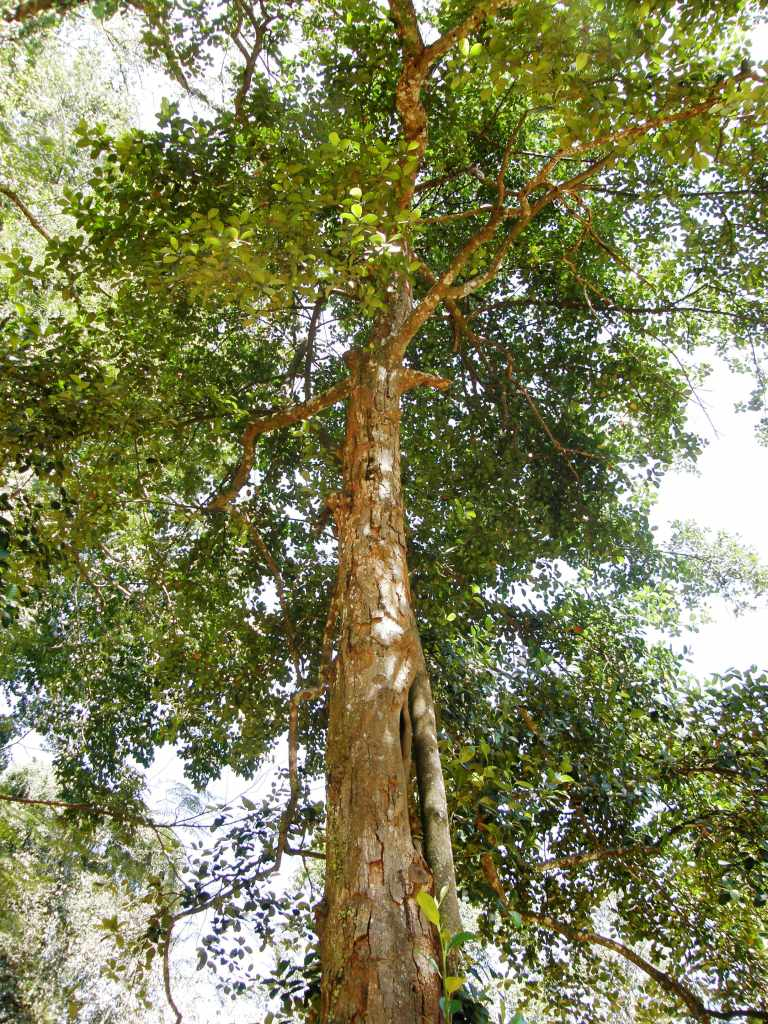
Arbre.
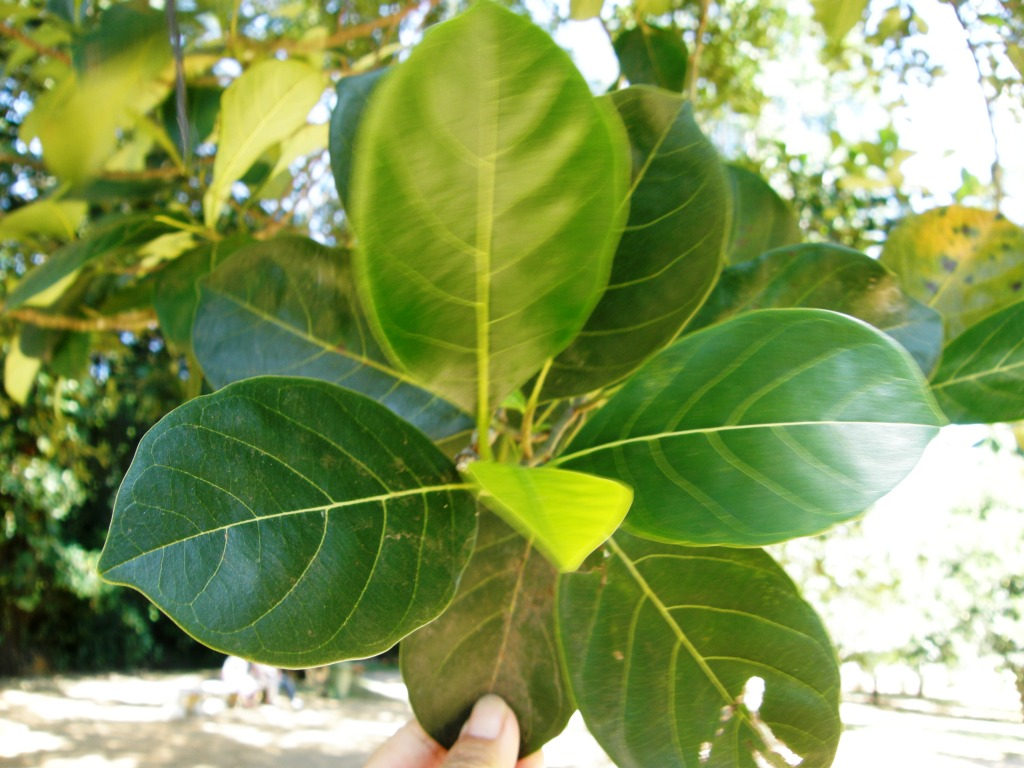
Feuilles.
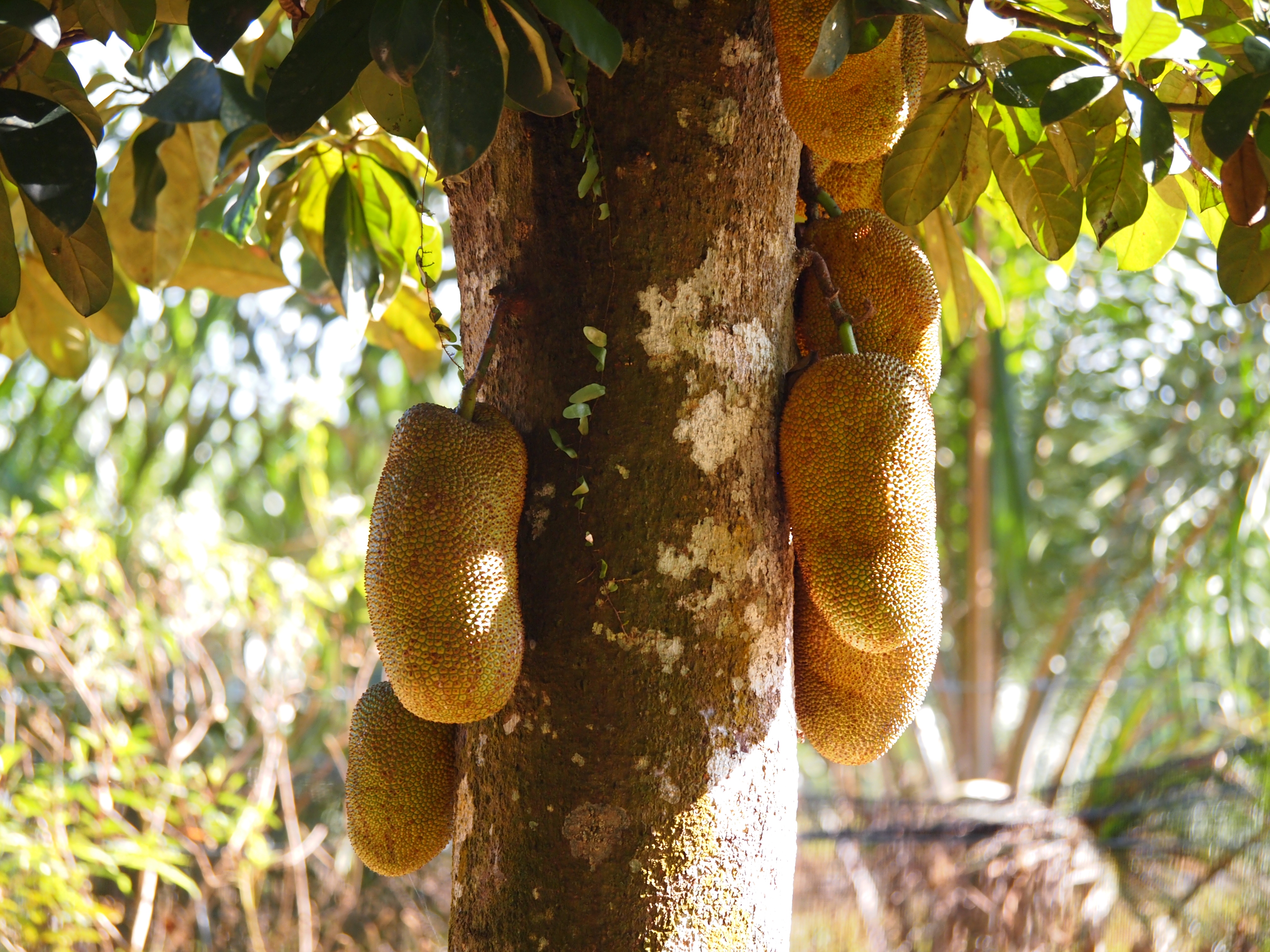
Fruits mûrs sur le tronc.
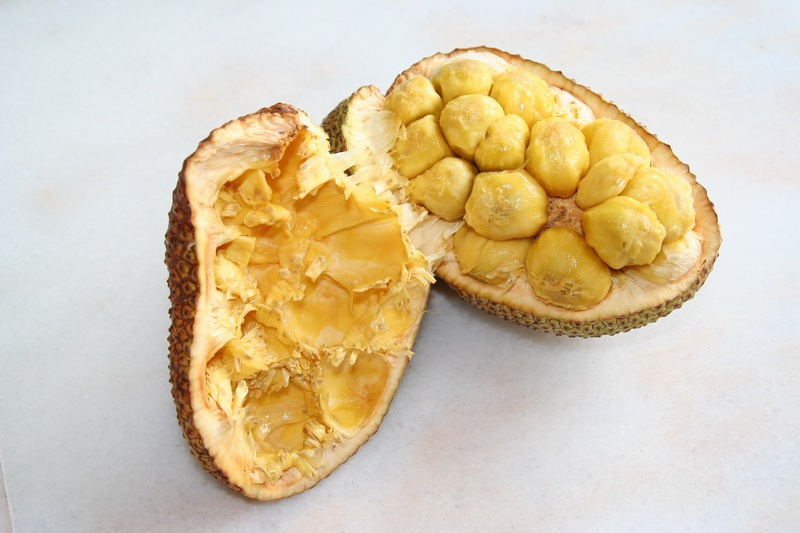
Fruit de Cempédak ouvert.

## Synonymes
- Radermachia integra Thunb.
- Polyphema champeden Lour.
- Artocarpus champeden (Lour.) Stokes
- Artocarpus integrifolius L.f.
- Artocarpus polyphema Pers.